# Aphonoides emeljanovi
Aphonoides emeljanovi är en insektsart som beskrevs av Andrej Vasiljevitj Gorochov 2008. Aphonoides emeljanovi ingår i släktet Aphonoides och familjen syrsor. Inga underarter finns listade i Catalogue of Life.